# Gran Premio motociclistico del Qatar 2010
Il Gran Premio motociclistico del Qatar 2010 corso l'11 aprile, è il primo Gran Premio della stagione 2010. La gara si è disputata a Doha sul circuito di Losail, e ha registrato le vittorie di Valentino Rossi su Yamaha nella MotoGP, di Shōya Tomizawa nella Moto2 e di Nicolás Terol nella classe 125.
La prova disputata in Qatar, per la quarta volta consecutiva è la prova inaugurale del motomondiale e per la terza volta consecutiva viene disputata in notturna.
Il Gran Premio rappresenta anche il debutto ufficiale per la categoria che ha sostituito la classe 250, cioè la Moto2, che si corre con motociclette dotate di motore a quattro tempi da 600 cm³ di cilindrata. Tutti gli esemplari sono dotati dello stesso propulsore di fabbricazione Honda, derivato da quello della Honda CBR 600RR.

## Prove e Qualifiche

### Classe 125

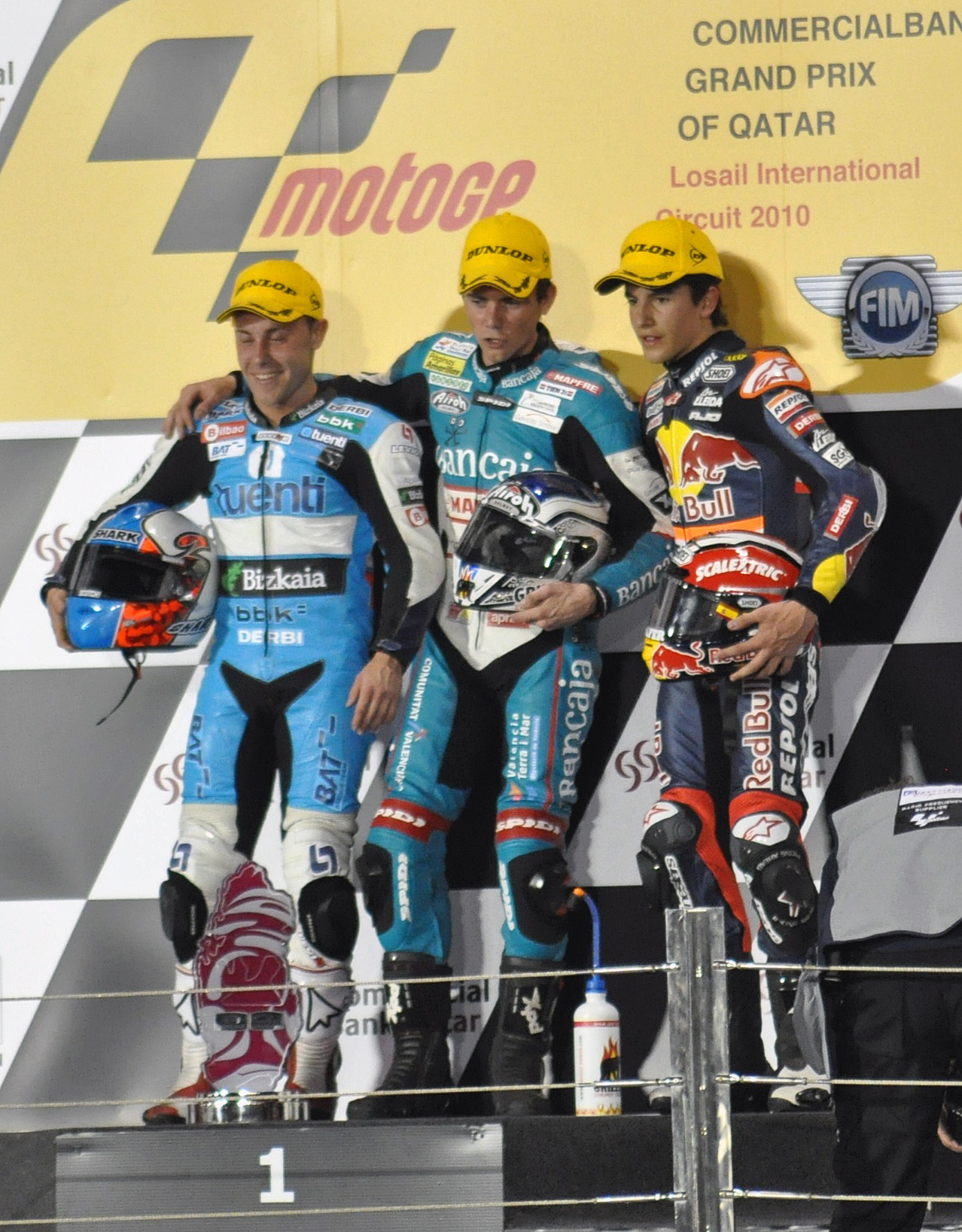
Il podio al termine della gara della classe 125

Le prime sessioni di prove sono state dominate da Pol Espargaró (Derbi) e Nicolás Terol (Aprilia), mentre la pole position è andata a Marc Márquez (Derbi). 
Risultati dopo le qualifiche: 
- 1 =  Marc Márquez - Derbi 2'06.651
- 2 =  Pol Espargaró - Derbi 2'07.110
- 3 =  Nicolás Terol - Aprilia 2'07.136

### Moto2
Nelle prime sessioni di prove i più veloci sono stati Alex De Angelis (Force GP210) e Stefan Bradl (Suter), mentre la pole è andata a Toni Elías (Moriwaki). 
Risultati dopo le qualifiche: 
- 1 =  Toni Elías - Moriwaki 2'01.904
- 2 =  Julián Simón - RSV 2'02.032
- 3 =  Stefan Bradl - Suter 2'02.038

### MotoGP

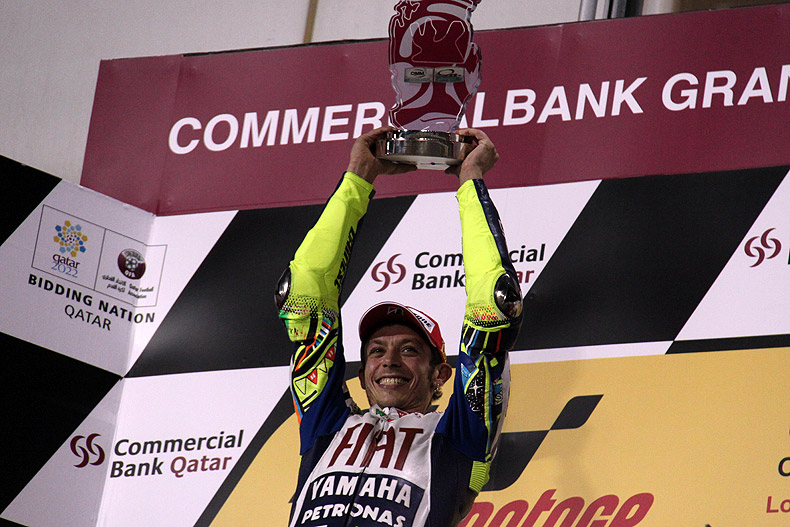
Il festeggiamento di Rossi al termine della gara

Nelle sessioni di prove della classe MotoGP il pilota più veloce è stato Casey Stoner, in sella ad una Ducati (1'55"500), seguito da Jorge Lorenzo (Yamaha) e Valentino Rossi (Yamaha).
| Pos | Nº | Pilota           | Squadra-Costruttore            | Tempo    |
| --- | -- | ---------------- | ------------------------------ | -------- |
| 1   | 27 | Casey Stoner     | Ducati Marlboro-Ducati         | 1'55"007 |
| 2   | 46 | Valentino Rossi  | Fiat Yamaha Team-Yamaha        | 1'55"362 |
| 3   | 99 | Jorge Lorenzo    | Fiat Yamaha Team-Yamaha        | 1'55"520 |
| 4   | 14 | Randy de Puniet  | LCR Honda MotoGP-Honda         | 1'55"831 |
| 5   | 65 | Loris Capirossi  | Rizla Suzuki MotoGP-Suzuki     | 1'55"899 |
| 6   | 4  | Andrea Dovizioso | Repsol Honda Team-HRC          | 1'55"963 |
| 7   | 26 | Dani Pedrosa     | Repsol Honda Team-HRC          | 1'55"990 |
| 8   | 5  | Colin Edwards    | Monster Yamaha Tech 3-Yamaha   | 1'56"005 |
| 9   | 69 | Nicky Hayden     | Ducati Marlboro-Ducati         | 1'56"163 |
| 10  | 7  | Hiroshi Aoyama   | Interwetten Honda MotoGP-Honda | 1'56"227 |
| 11  | 11 | Ben Spies        | Monster Yamaha Tech 3-Yamaha   | 1'56"271 |
| 12  | 36 | Mika Kallio      | Pramac Racing-Ducati           | 1'56"283 |
| 13  | 19 | Álvaro Bautista  | Rizla Suzuki MotoGP-Suzuki     | 1'56"450 |
| 14  | 41 | Aleix Espargaró  | Pramac Racing-Ducati           | 1'56"652 |
| 15  | 58 | Marco Simoncelli | San Carlo Honda Gresini-Honda  | 1'56"957 |
| 16  | 40 | Héctor Barberá   | Paginas Amarillas Aspar-Ducati | 1'57"130 |
| 17  | 33 | Marco Melandri   | San Carlo Honda Gresini-Honda  | 1'57"325 |

## Gara

### MotoGP

#### Resoconto
Al via Pedrosa passa in testa, ma Stoner ritorna in testa al secondo giro. Prende rapidamente margine sugli inseguitori, ma al 6º giro cade, lasciando così il comando a Rossi, che aveva da poco superato Pedrosa. Da quel momento condurrà la gara. In precedenza era caduto Kallio. All'8º giro cade Espargaró, che riparte, ma solo per rientrare ai box. Nel finale Lorenzo riesce a recuperare il discreto distacco che aveva da Dovizioso e Hayden e a passarli, concludendo in seconda posizione. Terzo Dovizioso, che riesce a passare Hayden proprio sul traguardo. Dietro di lui Spies e De Puniet. Settimo Pedrosa, davanti a Edwards, Capirossi, Aoyama, Simoncelli, Barberá e Melandri. All'ultimo giro cade Bautista. Quindi 13 piloti hanno tagliato regolarmente il traguardo, di conseguenza non sono stati assegnati tutti i punti, disponibili per i primi 15 arrivati.

#### Arrivati al traguardo
| Pos. | Nº | Pilota           | Squadra                 | Motocicletta       | Giri | Tempo     | Griglia | Punti |
| ---- | -- | ---------------- | ----------------------- | ------------------ | ---- | --------- | ------- | ----- |
| 1º   | 46 | Valentino Rossi  | Fiat Yamaha             | Yamaha YZR-M1      | 22   | 42'50"099 | 2       | 25    |
| 2º   | 99 | Jorge Lorenzo    | Fiat Yamaha             | Yamaha YZR-M1      | 22   | +1"022    | 3       | 20    |
| 3º   | 4  | Andrea Dovizioso | Repsol Honda            | Honda RC212V       | 22   | +1"865    | 6       | 16    |
| 4º   | 69 | Nicky Hayden     | Ducati Marlboro         | Ducati Desmosedici | 22   | +1"876    | 9       | 13    |
| 5º   | 11 | Ben Spies        | Monster Yamaha Tech 3   | Yamaha YZR-M1      | 22   | +3"903    | 11      | 11    |
| 6º   | 14 | Randy de Puniet  | LCR Honda               | Honda RC212V       | 22   | +9"322    | 4       | 10    |
| 7º   | 26 | Daniel Pedrosa   | Repsol Honda            | Honda RC212V       | 22   | +16"508   | 7       | 9     |
| 8º   | 5  | Colin Edwards    | Monster Yamaha Tech 3   | Yamaha YZR-M1      | 22   | +19"867   | 8       | 8     |
| 9º   | 65 | Loris Capirossi  | Rizla Suzuki            | Suzuki GSV-R       | 22   | +20"893   | 5       | 7     |
| 10º  | 7  | Hiroshi Aoyama   | Interwetten Honda       | Honda RC212V       | 22   | +21"100   | 10      | 6     |
| 11º  | 58 | Marco Simoncelli | San Carlo Honda Gresini | Honda RC212V       | 22   | +31"638   | 15      | 5     |
| 12º  | 40 | Héctor Barberá   | Paginas Amarillas Aspar | Ducati Desmosedici | 22   | +32"573   | 16      | 4     |
| 13º  | 33 | Marco Melandri   | San Carlo Honda Gresini | Honda RC212V       | 22   | +40"780   | 17      | 3     |

#### Ritirati
| Nº | Pilota          | Squadra         | Motocicletta       | Giri | Griglia |
| -- | --------------- | --------------- | ------------------ | ---- | ------- |
| 19 | Álvaro Bautista | Rizla Suzuki    | Suzuki GSV-R       | 21   | 13      |
| 41 | Aleix Espargaró | Pramac Racing   | Ducati Desmosedici | 7    | 14      |
| 27 | Casey Stoner    | Ducati Marlboro | Ducati Desmosedici | 5    | 1       |
| 36 | Mika Kallio     | Pramac Racing   | Ducati Desmosedici | 2    | 12      |

### Moto2

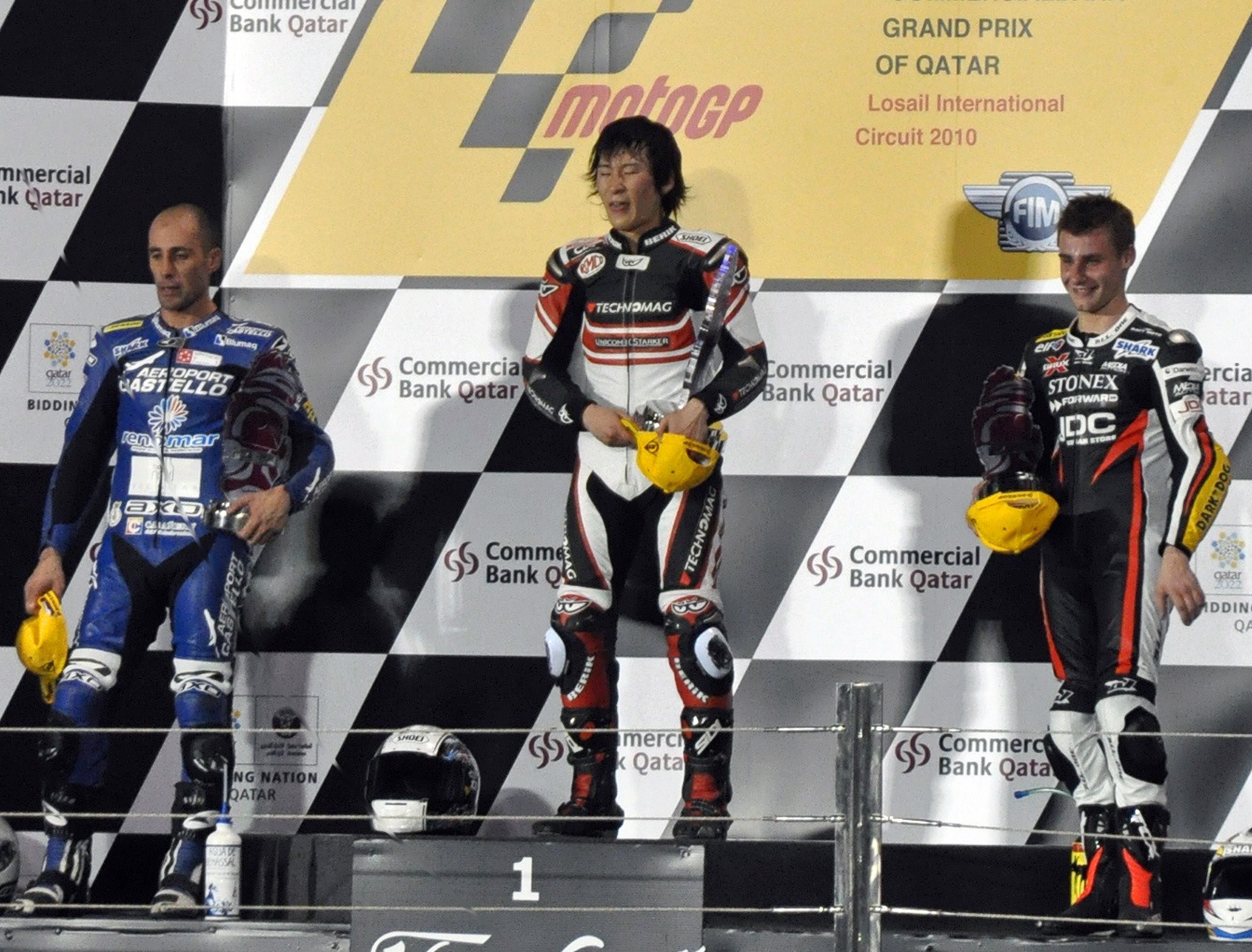
Il podio al termine della prima gara della storia della Moto2

Alla partenza della gara sono presenti 41 piloti, di cui 32 tagliano anche il traguardo. In questo Gran Premio corre una wildcard: Anthony Delhalle, su BQR-Moto2.

#### Resoconto
Alla terza curva del primo giro si toccano e cadono Bradl e De Angelis; il sammarinese è finito in barella. Sempre nel primo giro si ritira Simón per un problema tecnico. Intanto davanti lottano per la vittoria Cluzel, Debón, Elías, Tomizawa e Takahashi. Al 3º giro cade De Rosa, che riparte ma costretto subito a fermarsi. Al 4º giro cade Pons e si ritira Hernández. All'8º giro cadono Takahashi, che lottava per la vittoria, e Leonov; al giro successivo cade anche West. Intanto Tomizawa passa in testa e guadagna margine; gli avversari tentano di stargli dietro, ma Tomizawa ha un buon passo. Il giapponese vince davanti a Debón, Cluzel, Elías, Rolfo, Pasini, Lüthi, Corsi, Talmácsi, Gadea, Aegerter, Baldolini, Nieto, Abraham e Pešek. Tomizawa entra nella storia della Moto2 vincendo la prima gara di questa nuova classe.

#### Arrivati al traguardo
| Pos. | Nº | Pilota              | Squadra                      | Motocicletta | Giri | Tempo     | Griglia | Punti |
| ---- | -- | ------------------- | ---------------------------- | ------------ | ---- | --------- | ------- | ----- |
| 1º   | 48 | Shōya Tomizawa      | Technomag-CIP                | Suter MMX    | 20   | 41'11"768 | 9       | 25    |
| 2º   | 6  | Alex Debón          | Aeroport de Castello - Ajo   | FTR          | 20   | +4"656    | 8       | 20    |
| 3º   | 16 | Jules Cluzel        | Forward Racing               | Suter MMX    | 20   | +4"789    | 6       | 16    |
| 4º   | 24 | Toni Elías          | Gresini Racing               | Moriwaki     | 20   | +6"978    | 1       | 13    |
| 5º   | 44 | Roberto Rolfo       | Italtrans S.T.R.             | Suter MMX    | 20   | +7"178    | 12      | 11    |
| 6º   | 75 | Mattia Pasini       | JIR Moto2                    | Motobi       | 20   | +11"804   | 18      | 10    |
| 7º   | 12 | Thomas Lüthi        | Interwetten Moriwaki         | Moriwaki     | 20   | +11"861   | 16      | 9     |
| 8º   | 3  | Simone Corsi        | JIR Moto2                    | Motobi       | 20   | +12"346   | 26      | 8     |
| 9º   | 2  | Gábor Talmácsi      | Fimmco Speed Up              | Speed Up     | 20   | +13"821   | 14      | 7     |
| 10º  | 40 | Sergio Gadea        | Tenerife 40 Pons             | Pons Kalex   | 20   | +20"189   | 11      | 6     |
| 11º  | 77 | Dominique Aegerter  | Technomag-CIP                | Suter MMX    | 20   | +21"289   | 20      | 5     |
| 12º  | 25 | Alex Baldolini      | Caretta Technology Race Dept | I.C.P.       | 20   | +21"360   | 10      | 4     |
| 13º  | 10 | Fonsi Nieto         | Holiday Gym G22              | Moriwaki     | 20   | +21"835   | 24      | 3     |
| 14º  | 17 | Karel Abraham       | Cardion AB Motoracing        | RSV          | 20   | +21"973   | 23      | 2     |
| 15º  | 52 | Lukáš Pešek         | Matteoni CP Racing           | Moriwaki     | 20   | +26"265   | 25      | 1     |
| 16º  | 63 | Mike Di Meglio      | Mapfre Aspar                 | RSV          | 20   | +26"265   | 13      |       |
| 17º  | 14 | Ratthapark Wilairot | Thai Honda PTT Singha SAG    | Bimota HB4   | 20   | +26"599   | 19      |       |
| 18º  | 9  | Kenny Noyes         | Jack & Jones by A.Banderas   | Promoharris  | 20   | +33"833   | 30      |       |
| 19º  | 29 | Andrea Iannone      | Fimmco Speed Up              | Speed Up     | 20   | +33"895   | 21      |       |
| 20º  | 71 | Claudio Corti       | Forward Racing               | Suter MMX    | 20   | +40"992   | 28      |       |
| 21º  | 41 | Arne Tode           | Racing Team Germany          | Suter MMX    | 20   | +43"119   | 22      |       |
| 22º  | 55 | Héctor Faubel       | Marc VDS Racing              | Suter MMX    | 20   | +43"249   | 32      |       |
| 23º  | 45 | Scott Redding       | Marc VDS Racing              | Suter MMX    | 20   | +45"397   | 17      |       |
| 24º  | 53 | Valentin Debise     | WTR San Marino               | ADV          | 20   | +46"472   | 29      |       |
| 25º  | 96 | Anthony Delhalle    | Qatar Endurance Racing       | BQR-Moto2    | 20   | +51"157   | 38      |       |
| 26º  | 61 | Vladimir Ivanov     | Gresini Racing               | Moriwaki     | 20   | +54"252   | 33      |       |
| 27º  | 59 | Niccolò Canepa      | RSM Team Scot                | Force GP210  | 20   | +54"631   | 15      |       |
| 28º  | 39 | Robertino Pietri    | Italtrans S.T.R.             | Suter MMX    | 20   | +1'15"976 | 36      |       |
| 29º  | 76 | Bernat Martínez     | Maquinza-SAG                 | Bimota HB4   | 20   | +1'16"222 | 41      |       |
| 30º  | 88 | Yannick Guerra      | Holiday Gym G22              | Moriwaki     | 20   | +1'20"651 | 40      |       |
| 31º  | 95 | Mashel Al Naimi     | Blusens-STX                  | BQR-Moto2    | 20   | +1'20"719 | 37      |       |
| 32º  | 5  | Joan Olivé          | Jack & Jones by A.Banderas   | Promoharris  | 20   | +1'41"990 | 34      |       |

#### Ritirati
| Nº | Pilota           | Squadra                 | Motocicletta       | Giri | Griglia |
| -- | ---------------- | ----------------------- | ------------------ | ---- | ------- |
| 8  | Anthony West     | MZ Racing               | MZ-RE Honda        | 8    | 39      |
| 72 | Yūki Takahashi   | Tech 3 Racing           | Tech 3 Mistral 610 | 7    | 5       |
| 21 | Vladimir Leonov  | Vector Kiefer Racing    | Suter MMX          | 7    | 35      |
| 68 | Yonny Hernández  | Blusens-STX             | BQR-Moto2          | 3    | 27      |
| 80 | Axel Pons        | Tenerife 40 Pons        | Pons Kalex         | 3    | 31      |
| 35 | Raffaele De Rosa | Tech 3 Racing           | Tech 3 Mistral 610 | 2    | 7       |
| 15 | Alex De Angelis  | RSM Team Scot           | Force GP210        | 0    | 4       |
| 60 | Julián Simón     | Mapfre Aspar            | RSV                | 0    | 2       |
| 65 | Stefan Bradl     | Viessmann Kiefer Racing | Suter MMX          | 0    | 3       |

### Classe 125

#### Resoconto
Sono sette i piloti a lottare per la vittoria: Terol, Vázquez, Márquez, Espargaró, Cortese, Krummenacher e Rabat. Savadori è costretto al ritiro già al primo giro. Al 3º giro si ritira Salom, partito dai box, mentre al 5° è Ravaioli ad abbandonare. Nel finale Terol passa al comando e va a vincere davanti a Vázquez, Márquez, Espargaró, Cortese, Krummenacher, Rabat, Smith, Koyama, Masbou, Webb, Zarco, Moncayo, Iwema e Folger.

#### Arrivati al traguardo
| Pos. | Nº | Pilota              | Squadra                       | Motocicletta | Giri | Tempo     | Griglia | Punti |
| ---- | -- | ------------------- | ----------------------------- | ------------ | ---- | --------- | ------- | ----- |
| 1º   | 40 | Nicolás Terol       | Bancaja Aspar                 | Aprilia      | 18   | 38'25"644 | 3       | 25    |
| 2º   | 7  | Efrén Vázquez       | Tuenti Racing                 | Derbi        | 18   | +2"395    | 4       | 20    |
| 3º   | 93 | Marc Márquez        | Red Bull Ajo Motorsport       | Derbi        | 18   | +2"420    | 1       | 16    |
| 4º   | 44 | Pol Espargaró       | Tuenti Racing                 | Derbi        | 18   | +2"840    | 2       | 13    |
| 5º   | 11 | Sandro Cortese      | Avant Mitsubishi Ajo          | Derbi        | 18   | +3"526    | 7       | 11    |
| 6º   | 35 | Randy Krummenacher  | Stipa-Molenaar Racing GP      | Aprilia      | 18   | +3"569    | 5       | 10    |
| 7º   | 12 | Esteve Rabat        | Blusens-STX                   | Aprilia      | 18   | +3"692    | 10      | 9     |
| 8º   | 38 | Bradley Smith       | Bancaja Aspar                 | Aprilia      | 18   | +13"719   | 9       | 8     |
| 9º   | 71 | Tomoyoshi Koyama    | Racing Team Germany           | Aprilia      | 18   | +14"337   | 6       | 7     |
| 10º  | 5  | Alexis Masbou       | Ongetta Team                  | Aprilia      | 18   | +15"917   | 8       | 6     |
| 11º  | 99 | Danny Webb          | Andalucia Cajasol             | Aprilia      | 18   | +28"744   | 13      | 5     |
| 12º  | 14 | Johann Zarco        | WTR San Marino                | Aprilia      | 18   | +35"667   | 11      | 4     |
| 13º  | 23 | Alberto Moncayo     | Andalucia Cajasol             | Aprilia      | 18   | +36"831   | 14      | 3     |
| 14º  | 53 | Jasper Iwema        | CBC Corse                     | Aprilia      | 18   | +36"854   | 12      | 2     |
| 15º  | 94 | Jonas Folger        | Ongetta Team                  | Aprilia      | 18   | +38"899   | 18      | 1     |
| 16º  | 78 | Marcel Schrötter    | Interwetten Honda             | Honda        | 18   | +38"991   | 15      |       |
| 17º  | 69 | Louis Rossi         | CBC Corse                     | Aprilia      | 18   | +42"056   | 19      |       |
| 18º  | 50 | Sturla Fagerhaug    | AirAsia - Sepang Int. Circuit | Aprilia      | 18   | +51"351   | 16      |       |
| 19º  | 84 | Jakub Kornfeil      | Racing Team Germany           | Aprilia      | 18   | +56"496   | 21      |       |
| 20º  | 26 | Adrián Martín       | Aeroport de Castello - Ajo    | Aprilia      | 18   | +56"750   | 20      |       |
| 21º  | 63 | Zulfahmi Khairuddin | AirAsia - Sepang Int. Circuit | Aprilia      | 18   | +1'21"998 | 17      |       |
| 22º  | 87 | Luca Marconi        | Ongetta Team                  | Aprilia      | 18   | +1'32"074 | 24      |       |
| 23º  | 80 | Quentin Jacquet     | Stipa-Molenaar Racing GP      | Aprilia      | 18   | +1'52"842 | 25      |       |

#### Ritirati
| Nº | Pilota           | Squadra                 | Motocicletta | Giri | Griglia |
| -- | ---------------- | ----------------------- | ------------ | ---- | ------- |
| 72 | Marco Ravaioli   | Lambretta Reparto Corse | Lambretta    | 4    | 26      |
| 39 | Luis Salom       | Lambretta Reparto Corse | Lambretta    | 2    | 23      |
| 32 | Lorenzo Savadori | Matteoni CP Racing      | Aprilia      | 0    | 22      |